# Tinodes asangha
Tinodes asangha is een schietmot uit de familie Psychomyiidae. De soort komt voor in het Oriëntaals gebied.